# Norge ved sommer-OL 2024
Norge deltog i sommer-OL 2024 i Paris, Frankrig i perioden 26. juli til 11. august 2024.
Norge kom på 18. plads i medaljestatistikken.

## Medaljer
| 2024 Paris | Guld | Sølv | Bronze | Total |
| Norge      | 4    | 1    | 3      | 8     |

### Medaljevinderne
| Norge under sommer-OL 2024 i Paris | Norge under sommer-OL 2024 i Paris | Norge under sommer-OL 2024 i Paris | Norge under sommer-OL 2024 i Paris | Norge under sommer-OL 2024 i Paris |
| Medalje                            | Navn | Sport                              | Event                              | Dato                               |
| ---------------------------------- | --- | ---------------------------------- | ---------------------------------- | ---------------------------------- |
| Guld                               | Markus Rooth | Atletik                            | Mændenes tikamp                    | 3. august                          |
| Guld                               | Norges kvindelandshold i håndbold - Veronica Kristiansen - Maren Nyland Aardahl - Stine Skogrand - Nora Mørk - Stine Bredal Oftedal - Silje Solberg-Østhassel - Kari Brattset Dale - Kristine Breistøl - Vilde Ingstad - Katrine Lunde - Marit Røsberg Jacobsen - Camilla Herrem - Sanna Solberg-Isaksen - Henny Reistad - Thale Rushfeldt Deila | Håndbold                           | Håndbold kvinder                   | 10. august 2024                    |
| Guld                               | Solfrid Koanda | Vægtløftning                       | Kvinder 81 kg                      | 10. august 2024                    |
| Guld                               | Jakob Ingebrigtsen | Atletik                            | Herrernes 5 000 meter løb          | 10. august 2024                    |
| Sølv                               | Karsten Warholm | Atletik                            | Herrernes 400 meter hækkeløb       | 9. august 2024                     |
| Bronze                             | Line Flem Høst | Sejlsport                          | Laser Radial                       | 7. august 2024                     |
| Bronze                             | Grace Bullen | Brydning                           | Fri stil kvinder 62 kg             | 10. august 2024                    |
| Bronze                             | Anders Mol Christian Sørum | Volleyball                         | Beachvolley mænd                   | 10. august 2024                    |